# Anno zero - Guerra nello spazio
Pour plus de détails, voir Fiche technique et Distribution.
Anno zero - Guerra nello spazio est un film de science-fiction italien réalisé par Alfonso Brescia et sorti en 1977.
C'est le premier de quatre films de space opera à petit budget que Brescia réalise en l'espace de deux ans. Ce premier épisode est le seul à n'être jamais, sorti dans les pays francophones. Il est parfois confondu avec le deuxième, La Bataille des étoiles (Cosmo 2000 - Battaglie negli spazi stellari), qui a été distribué plus largement à l'international.
Considéré comme étant un remake de La Planète des vampires (1965), le film met en vedette John Richardson. Le film dans sa version doublée en anglais est tombé dans le domaine public.

## Synopsis
Le film débute avec l'équipage d'un vaisseau spatial se retrouvant au milieu d'explosions et d'astéroïdes dans l'espace. Effrayé d'être touché, l'équipage est rassuré par l'ordinateur du vaisseau, Wiz, qui affirme qu'ils voient une « réfraction » d'événements qui ont eu lieu il y a des millions d'années.
La scène suivante se déroule dans la station spatiale Orion, où l'on voit le capitaine Alex Hamilton (John Richardson) gifler un officier. Convoqué par le commandant de la base, Hamilton affirme que l'officier lui a dit de suivre les ordres d'un ordinateur. La relation entre Hamilton et les machines est l'un des thèmes de l'histoire.
Par la suite, Hamilton et son vaisseau, le MK-31, sont envoyés réparer un satellite. L'un des membres d'équipage fait une sortie extra-véhiculaire pour réparer la machine et Hamilton est contrarié car ce genre de sortie se fait habituellement à deux. Il prédit que l'acide de la batterie va traverser l'habit de l'astronaute, mais ce dernier affirme être en contrôle de la situation. L'astronaute éprouve des problèmes et est sauvé par Hamilton.
Lors de la scène suivante, un couple d'astronautes désire un peu d'intimité. Ils s'étendent sur des lits séparés alors qu'une machine fait un jeu de lumières entre eux. La scène est entrecoupée avec une autre où Hamilton dit à une membre d'équipage qu'il n'aime pas ce genre de relation intime mécanisée avant d'embrasser cette dernière. Elle lui réplique que cette vieille manière est meilleure.
Le MK-31 est envoyé par la suite explorer une planète instable. Sur place, deux soucoupes volantes sont en orbite autour de cette dernière. Les détecteurs du vaisseau affirment que ces derniers ont des « désintégrateurs ». Hamilton ordonne leur destruction, mais les soucoupes tirent en premier et le MK-31 part en vrille. Hamilton arrive à stabiliser l'appareil et poser celui-ci sur la planète.
L'équipage rencontre une race d'hommes verts aux oreilles pointues. Les plus anciens affirment qu'ils sont sous le contrôle d'un méchant ordinateur. Hamilton déteste l'ordinateur, qui raille les humains en terminant ses phrases par « terriens ». Les astronautes s'engagent à aider les habitants de la planète à échapper à l'esclavage et réussissent à détruire l'ordinateur. Malheureusement, l'explosion résultante détruit également la planète.
L'équipage ainsi qu'un extra-terrestre survivant survivant repartent vers la Terre. L'un des membres d'équipage est possédé par l'ordinateur et entre dans une folie meurtrière. L'extra-terrestre finit par le maîtriser en sacrifiant sa vie. Alors que l'équipage exprime sa joie de revenir sur Terre, la voix de l'ordinateur Wiz change pour celle de l'ordinateur de la planète instable et termine le film sur le mot « terriens ».

## Fiche technique
Sauf indication contraire, les informations mentionnées dans cette section peuvent être confirmées par la base de données cinématographiques IMDb,  présente dans la section « Liens externes ».
- Titre original : Anno zero - Guerra nello spazio[6],[7]
- Réalisation : Alfonso Brescia (sous le nom de « Al Bradley »)
- Assistant réalisateur : Massimo Carocci (sous le nom de « Max Carr »)
- Scénario : Alfonso Brescia, Aldo Crudo (it)
- Photographie : Silvio Fraschetti
- Montage : Carlo Reali
- Musique : Marcello Giombini
- Décors : Mimmo Scavia (it), Adriana Bellone (it)
- Costumes : Elena De Cupis
- Trucages : Raul Ranieri
- Production : Luigi Alessi, Doro Vlado Hreljanovic
- Sociétés de production : Nais Film, Gloria Cinematografica
- Pays de production :  Italie
- Langue de tournage : italien
- Format : Couleur (Telecolor) - 1,85:1 - Son mono - 35 mm
- Durée : 100 minutes (1h40)[6]
- Genre : Science-fiction
- Dates de sortie :
  - Italie : 23 septembre 1977

## Distribution
- John Richardson : Capitaine Alex Hamilton
- Yanti Somer : Meela
- West Buchanan : Richard Holden
- Charles Borromel : MacIntosh
- Massimo Bonetti : Un membre de l'équipe d'Hamilton
- Romeo Costantini : Commandant Armstrong
- Daniele Dublino : Jack
- Giuseppe Fortis : Marseille
- Percy Hogan : Dr. Max Wright
- Katia Christine : Greta
- Vassili Karis : Peter Segura
- Eleonora King : Oko
- Malisa Longo : Halla
- Vassili Karis : Peter Segura
- Aldo Canti : Etor
- Ryan Paris : Col. Altman

## Production
Les scènes se déroulant sur le sol de la planète ont été tournées dans les grottes de Collepardo dans la province de Frosinone.

## Les films de science-fiction d'Alfonso Brescia
- 1977 : Anno zero - Guerra nello spazio
- 1978 : La Bataille des étoiles (Cosmo 2000 - Battaglie negli spazi stellari)
- 1978 : La Guerre des robots (La guerra dei robot)
- 1979 : Sette uomini d'oro nello spazio

Un cinquième film d'Alfonso Brescia est parfois ajouté à cette liste : La bestia nello spazio, un film érotique de science-fiction sorti en 1980.